# Economia do hidrogênio
Ciclo econômico do hidrogênio, 
num exemplo de produção do 
hidrogênio "verde", produzido 
através de uma fonte 
energética limpa, neste 
caso, a energia solar.
A economia do hidrogênio é uma proposta de economia futura baseada no uso do hidrogênio como fonte de energia. Diversas aplicações são identificadas para este armazenador de energia (já que o H2 não constitui fonte quaternária), tais como o seu uso em veículos e naves espaciais.

## Racional
A economia do hidrogênio é proposta para interromper o ciclo contínuo de liberação de gases do efeito estufa na atmosfera terrestre.

## Produção centralizada ou descentralizada
Uma das principais questões relacionadas à implementação da economia do hidrogênio é a forma de produção do hidrogênio puro, o que se encontra na natureza. É possível produzi-lo de duas formas: em grandes unidades de produção, ou descentralizada (também referida como onsite), na qual os insumos são transportados até um lugar próximo do consumidor final (como um posto de abastecimento) e lá ocorre a produção de H2 à medida que é utilizado.

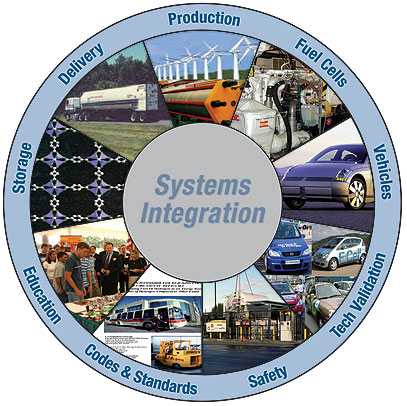
Elementos da economia de hidrogênio.

## Programas Piloto
Em Fevereiro de 2021, a Energix Energy anunciou um investimento de cerca de US$5,4 bilhões no projeto Base One, no Ceará, com previsão de produzir 600 milhões de kg de hidrogênio utilizando eletricidade gerada por energia eólica e solar. A unidade será localizada próxima ao Porto do Pecém, para facilitar a exportação da produção.